# Blennerhassett (Giannini)
Blennerhassett és una obra dramaticomusical en un acte composta  per Vittorio Giannini sobre un llibret en anglès de Norman Corwin i Phillip Roll. Es va estrenar el 2 de novembre de 1939 al CBS Radio.